# Thecla monica
Thecla monica är en fjärilsart som beskrevs av William Chapman Hewitson 1867. Thecla monica ingår i släktet Thecla och familjen juvelvingar. Inga underarter finns listade i Catalogue of Life.